# Édouard Riou
Édouard Riou (n. 2 decembrie 1833, Saint-Servan, Ille-et-Vilaine – d. 27 ianuarie 1900, Paris) a fost un pictor francez și ilustrator al cărților lui Jules Verne.

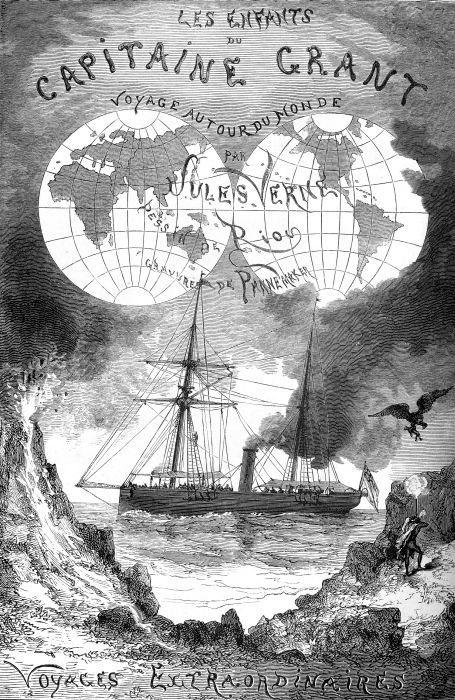
Les enfants du capitaine Grant (1868)

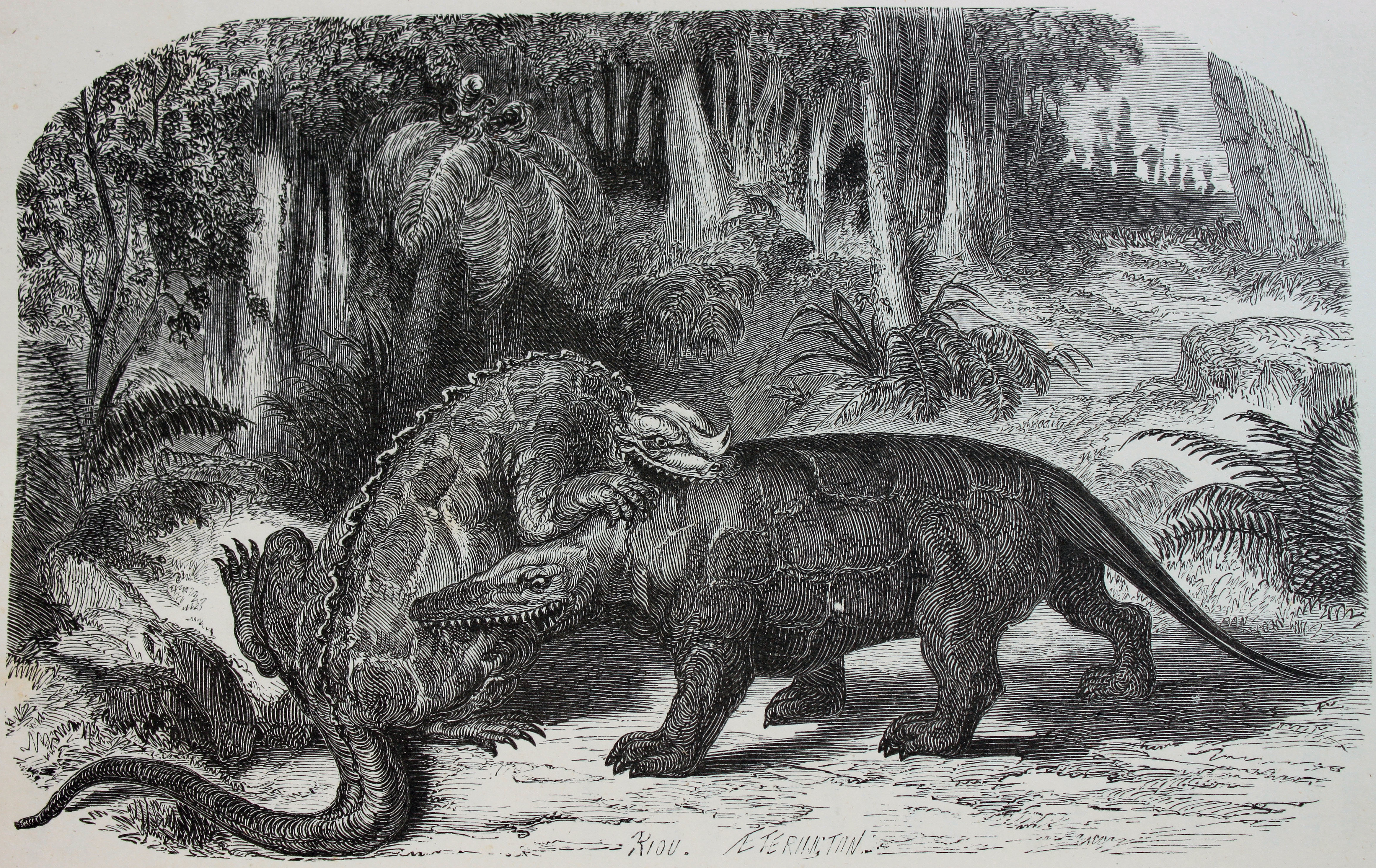
Faimoasa imagine a lui Riou ce prezintă lupta dintre Iguanodon și Megalosaurus

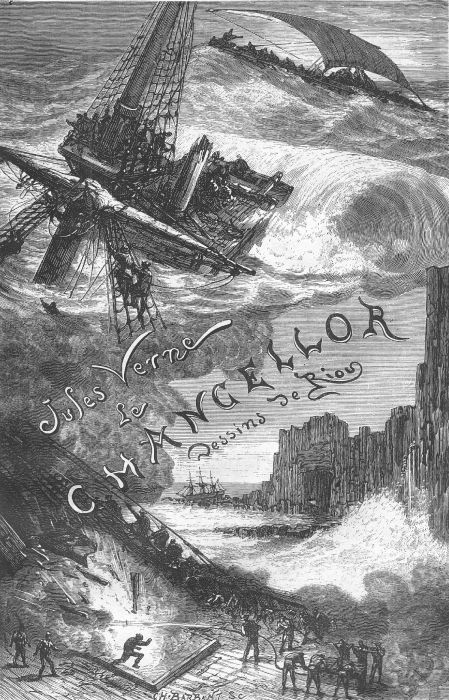
Le Chancellor (1875)

## Romanele lui Verne
- (1865) Cinci săptămâni în balon – 51 ilustrații de Riou (40) și Henri de Montaut (5), nesemnate (6), gravură de Coste, Delaville, Dumont, Fournier, Hildibrand, Pannemaker, Prunaire (1865)
- (1866) Căpitanul Hatteras – 259 ilustrații de Riou (190) și Henri de Montaut (69), gravură de Barbant, Cazat, Delaville, Dumont, Hildibrand, Joliet, Linton, Pannemaker, Pierdon, Pisan, Prunaire (1866)
- (1867) Călătorie spre centrul Pământului – 56 ilustrații, gravură de Pannemaker, Gauchard, Maurand (1867)
- (1868) Copiii căpitanului Grant – 175 ilustrații, gravură de Delaville, Gauchard, Maurand, Pannemaker, Prunaire (1868)
- (1871) Douăzeci de mii de leghe sub mări – 111 ilustrații de Riou (24, primele unsprezece capitole) și Alphonse de Neuville (86), gravură de Hildibrand (1871)
- (1875) Cancelarul – 45 ilustrații de Riou (45) și Jules Férat (13), gravură de Barbant, Crosbie, Dumont, Hildibrand, Louis, Meaulle, Pannemaker (1875)

Riou a mai ilustrat romanele Ivanhoe (1880) și Waverley (de Walter Scott), Notre Dame de Paris (de Victor Hugo)  sau Contele de Monte Cristo (1887) (de Alexandre Dumas). A devenit membru al Legiunii de onoare.